# Lourdesgrotte (Kirchhaslach)

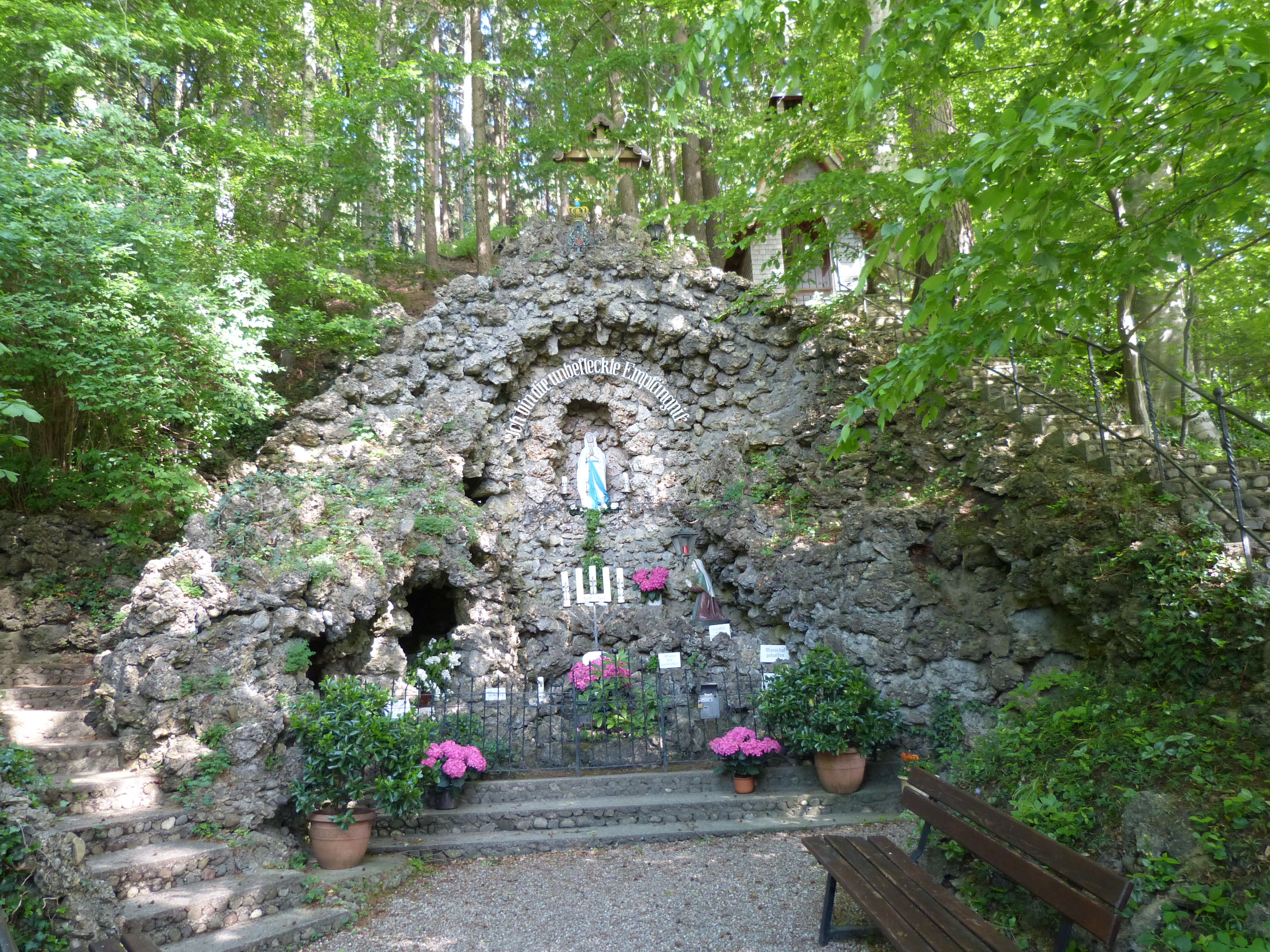
Lourdesgrotte in Kirchhaslach, 1890

Die Lourdesgrotte in Kirchhaslach, einer Gemeinde im Landkreis Unterallgäu in Bayern, wurde im Jahr 1890 errichtet und steht unter Denkmalschutz.

## Lage und Geschichte
Sie befindet sich östlich des Ortes und wurde am 3. Mai 1891 eingeweiht. Umbauten und Erweiterungen fanden 1904, eine Renovierung 1982, statt. Die Lourdesgrotte stellt ein umfangreiches Beispiel mit großer Felsenszenerie dar. Die in unmittelbarer Nähe gelegene Kapelle wurde 1986 errichtet.

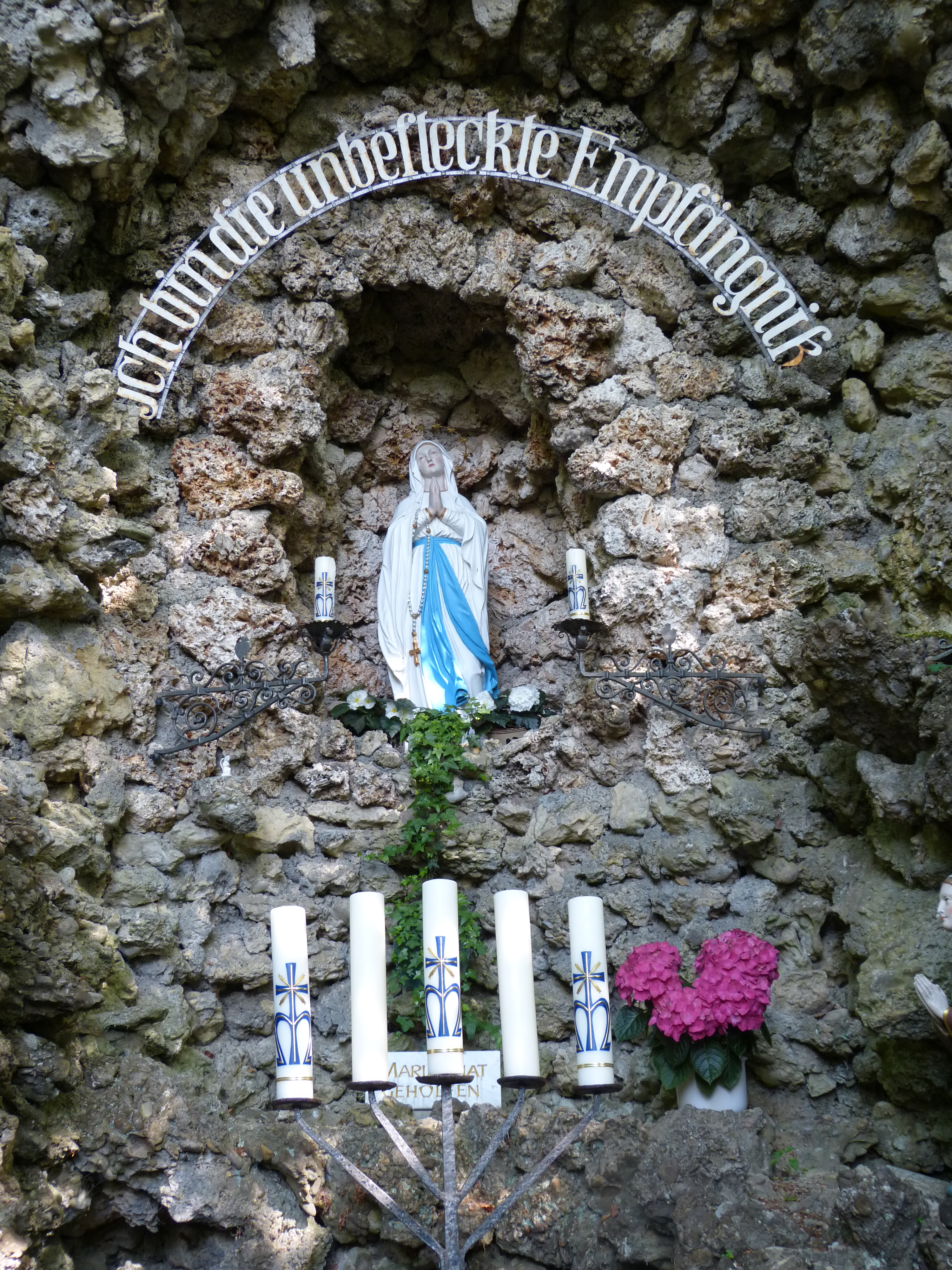
Marienfigur, darüber Inschrift Ich bin die unbefleckte Empfängnis
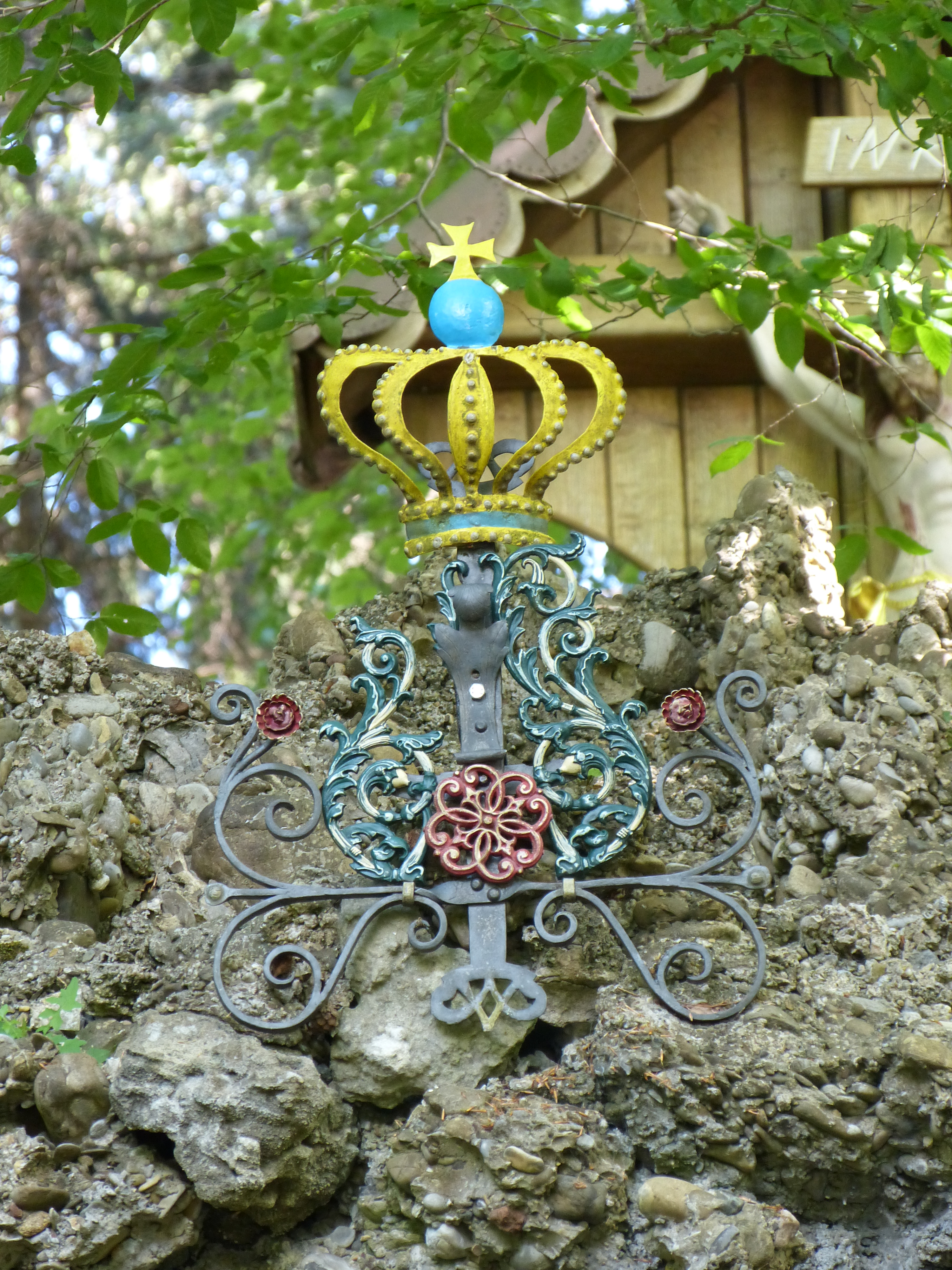
Krone oberhalb der Grotte
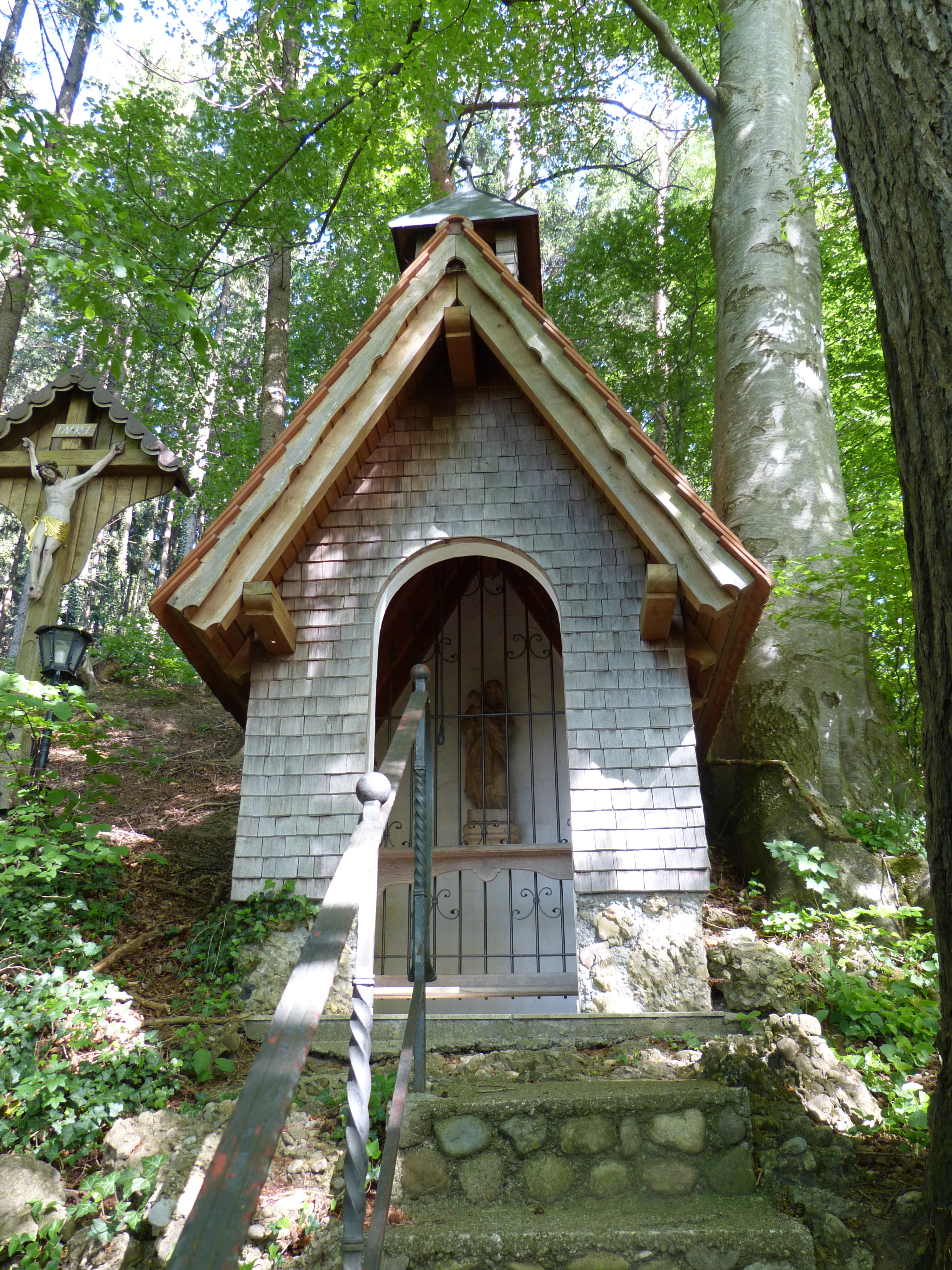
Kapelle bei der Grotte von 1986